# Флюменталь
Флюменталь (нім. Flumenthal) — громада  в Швейцарії в кантоні Золотурн, округ Леберн.

## Географія
Громада розташована на відстані близько 35 км на північ від Берна, 6 км на північний схід від Золотурна.
Флюменталь має площу 3,1 км², з яких на 19,8% дозволяється будівництво (житлове та будівництво доріг), 49,4% використовуються в сільськогосподарських цілях, 24,7% зайнято лісами, 6,2% не є продуктивними (річки, льодовики або гори).

## Демографія
2019 року в громаді мешкало 1004 особи (+3,1% порівняно з 2010 роком), іноземців було 13,4%. Густота населення становила 323 осіб/км².
За віковим діапазоном населення розподілялося таким чином: 17,7% — особи молодші 20 років, 62% — особи у віці 20—64 років, 20,3% — особи у віці 65 років та старші. Було 464 помешкань (у середньому 2,1 особи в помешканні).
Із загальної кількості 380 працюючих 18 було зайнятих в первинному секторі, 74 — в обробній промисловості, 288 — в галузі послуг.